# Obiettivo Risarcimento Vicenza
Obiettivo Risarcimento Vicenza – włoski żeński klub siatkarski powstały w 1980 r. z siedzibą w mieście Vicenza. Klub występuje w rozgrywkach włoskiej Serie A2; pod nazwą Obiettivo Risarcimento Vicenza.
Od sezonu 2014/2015 w klubie występuje reprezentantka Polski Joanna Kapturska.

## Zawodniczki

### Polki w klubie
| Lata gry  | Imię i nazwisko  |
| --------- | ---------------- |
| 2014-2015 | Joanna Kapturska |

### Sezon 2015/2016
- 1.  Karolina Goliat
- 4.  Łora Kitipowa
- 5.  Alessia Lanzini
- 7.  Elisa Cella
- 8.  Mina Popović
- 9.  Katie Carter
- 10.  Laura Partenio
- 11.  Bianka Buša
- 12.  Valentina Pastorello
- 13.  Arielle Wilson
- 16.  Lucia Crisanti
- 17.  Vittoria Prandi
- 18.  Veronica Bisconti

### Sezon 2014/2015
- 1.  Marilyn Strobbe
- 3.  Caterina Cialfi
- 5.  Alessia Lanzini
- 6.  Joanna Kapturska
- 7.  Elisa Cella
- 8.  Laura Baggi
- 9.  Silvia Fiori
- 11.  Irina Smirnowa
- 12.  Valentina Pastorello
- 14.  Simona Ghisellini
- 17.  Elena Fronza